# A.D.H.M.
A.D.H.M.(Ae Dil Hai Mushkil)은 인도에서 제작된 카란 조하르 감독의 2016년 드라마, 뮤지컬, 멜로/로맨스 영화이다. 란비르 카푸르 등이 주연으로 출연하였다.

## 출연

### 주연
- 란비르 카푸르
- 아누쉬카 샤르마
- 아이쉬와라 라이

### 조연
- 파와드 칸
- 샤룩 칸